# Biserka Vodenlič
Biserka Vodenlič (ur. 18 marca 1935 w Delnicach) – jugosłowiańska  (chorwacka) biegaczka narciarska, olimpijka.

## Życiorys
Wystąpiła na zimowych igrzyskach olimpijskich w 1956 w Cortinie d’Ampezzo, na których zajęła 36. miejsce w biegu na 10 km z czasem 46:28 i 9. miejsce w sztafecie 3 × 5 km (razem z nią biegły Amalija Belaj i Nada Kustec).